# Campiglossa difficilis
Campiglossa difficilis este o specie de muște din genul Campiglossa, familia Tephritidae. A fost descrisă pentru prima dată de Friedrich Georg Hendel în anul 1927. Conform Catalogue of Life specia Campiglossa difficilis nu are subspecii cunoscute.